# 眠り猫

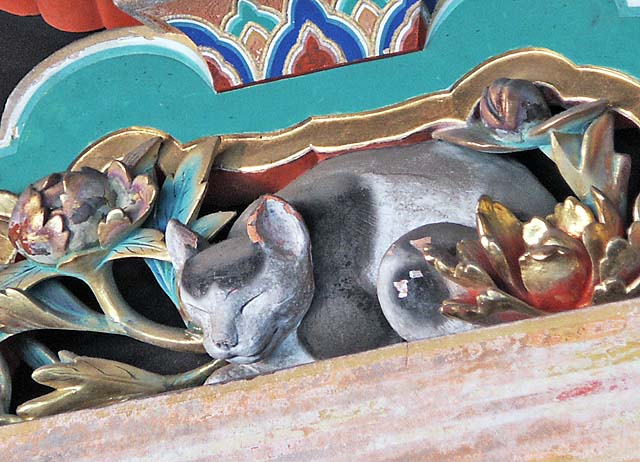
眠り猫

眠り猫（ねむりねこ）は、栃木県日光市の日光東照宮の回廊にある建築装飾彫刻作品。伝説的な彫刻職人左甚五郎の作品と伝承されている。

## 概要
日光東照宮の建物には、多様な動物の木彫像がみられることが多い。2016年11月28日、約60年ぶりに修復されたものが再び取り付けられた。 猫の彫刻の裏には雀の彫刻がある。
東照宮以外の神社にある猫の彫刻の多くは目を開いている。たとえば、大崎八幡宮の拝殿内部にある「睨み猫」の彫刻は、『牡丹の花に羽を休めている蝶を狙う猫』という構図で、富貴長寿の吉祥の図柄と言われている。
猫は、雀のような小動物を捕獲して食べてしまう。これを踏まえれば、東照宮の「眠っている猫」と「竹林に遊ぶ雀」の組み合わせは、「猫が眠っていることで雀のような弱者も安心して暮らせる。家康公によって弱肉強食の戦国時代が終わり、平和な世界が訪れたことを示している」という解釈ができる。